# John Jones Ross
Ne doit pas être confondu avec John Ross (homme politique).
Pour les articles homonymes, voir Ross.
John Jones Ross, né le 16 août 1831 Québec et mort le 4 mai 1901 à Sainte-Anne-de-la-Pérade, est un médecin et homme politique canadien.
De 1867 à 1874, Il est député à la Chambre des communes de la circonscription de Champlain. Il est premier ministre du Québec de 1884 à 1887. De 1887 à sa mort en 1901, il est sénateur de De la Durantaye au Sénat du Canada dont il assume la présidence de 1891 à 1896.

## Biographie

### Jeunesse et études
John Jones Ross est né le 16 août 1831 à Québec, puis est baptisé le 21 août à l'église presbytérienne St. Andrews. Il est le fils de George McIntosh Ross, marchand d'origine écossaise, et de Sophie-Éloïse Gouin.
Il étudie plus tard au Petit séminaire de Québec de 1844 à 1847, puis étudie la médecine dans la région de Trois-Rivières, avant d'être admis dans sa profession le 12 mai 1853.
Il épouse à Champlain, le 8 août 1854, Arline Lanouette, fille de Joseph-Édouard Lanouette, lieutenant-colonel dans la milice, et d'Antoinette-Adélaïde Pezard de Champlain.

### Médecin
D'abord médecin à Sainte-Anne-de-la-Pérade, il est également médecin dans le 1er bataillon de la milice du comté de Champlain. Il devient par la suite vice-président de 1883 à 1889 puis président de 1889 à 1895 du Collège des médecins et chirurgiens.

### Carrière politique
En 1861, Ross fait le saut en politique pour devenir député bleu du district de Champlain. Lors de la fondation de la confédération canadienne en 1867, il devient député fédéral conservateur de la circonscription de Champlain, fonction qu'il conserve jusqu'en 1874, après avoir été réélu lors des élections fédérales de 1872. Il ne se représente toutefois pas aux élections fédérales de 1874. 
Les doubles mandats étant autorisés, il est également élu député conservateur Champlain aux élections provinciales de 1867, mais démissionne peu après, le 2 novembre 1867, pour devenir membre du Conseil législatif du Québec, dont il devient le président le 27 février 1873, faisant ainsi ex officio son entrée au sein du conseil des ministres du gouvernement conservateur de Gédéon Ouimet. Il démissionne de ce poste le 5 août 1874.
Il fait son entrée au sein du gouvernement de Charles-Eugène Boucher de Boucherville lorsqu'il est nommé ministre sans portefeuille le 24 janvier 1876 puis devient une deuxième fois président du Conseil législatif du 25 janvier 1876 au 8 mars 1878, date à laquelle Boucher de Boucherville et les membres de son gouvernement sont démis de leurs fonctions par le lieutenant-gouverneur Luc Letellier de Saint-Just et remplacés par un gouvernement du Parti libéral.
Le 31 octobre 1879, le Parti conservateur fait son retour au gouvernement avec à sa tête Joseph-Adolphe Chapleau. Ross redevient président du Conseil législatif et membre ex officio du conseil des ministres cette même date. Le 5 juillet 1881, il devient en outre commissaire de l'Agriculture et des Travaux publics et commissaire des Chemins de fer par intérim, fonctions qu'il conserve jusqu'au 4 mars 1882, après avoir annoncé sa démission le 25 février précédent.
Après que son prédécesseur, Joseph-Alfred Mousseau ait démissionné, Ross devient premier ministre du Québec le 23 janvier 1884, fonction qu'il conserve jusqu'à sa démission le 25 janvier 1887. Lors de cette période, il occupe simultanément la fonction de commissaire de l'Agriculture et des Travaux publics.
Nommé au Sénat du Canada pour représenter la division De la Durantaye le 12 avril 1887, il en est le président de 14 septembre 1891 au 12 juillet 1896. Il devient membre du Conseil privé du Canada le 1er mai 1896, puis est nommé ministre sans portefeuille au sein de l'éphémère gouvernement fédéral de Charles Tupper, de cette même date jusqu'au 8 juillet 1896.
Il meurt en fonction à Sainte-Anne-de-la-Pérade le 4 mai 1901 à l'âge de 69 ans. Il est inhumé dans la crypte de l'église Sainte-Anne de Sainte-Anne-de-la-Pérade trois jours plus tard.

## Généalogie

Registres de l'état civil du Québec.
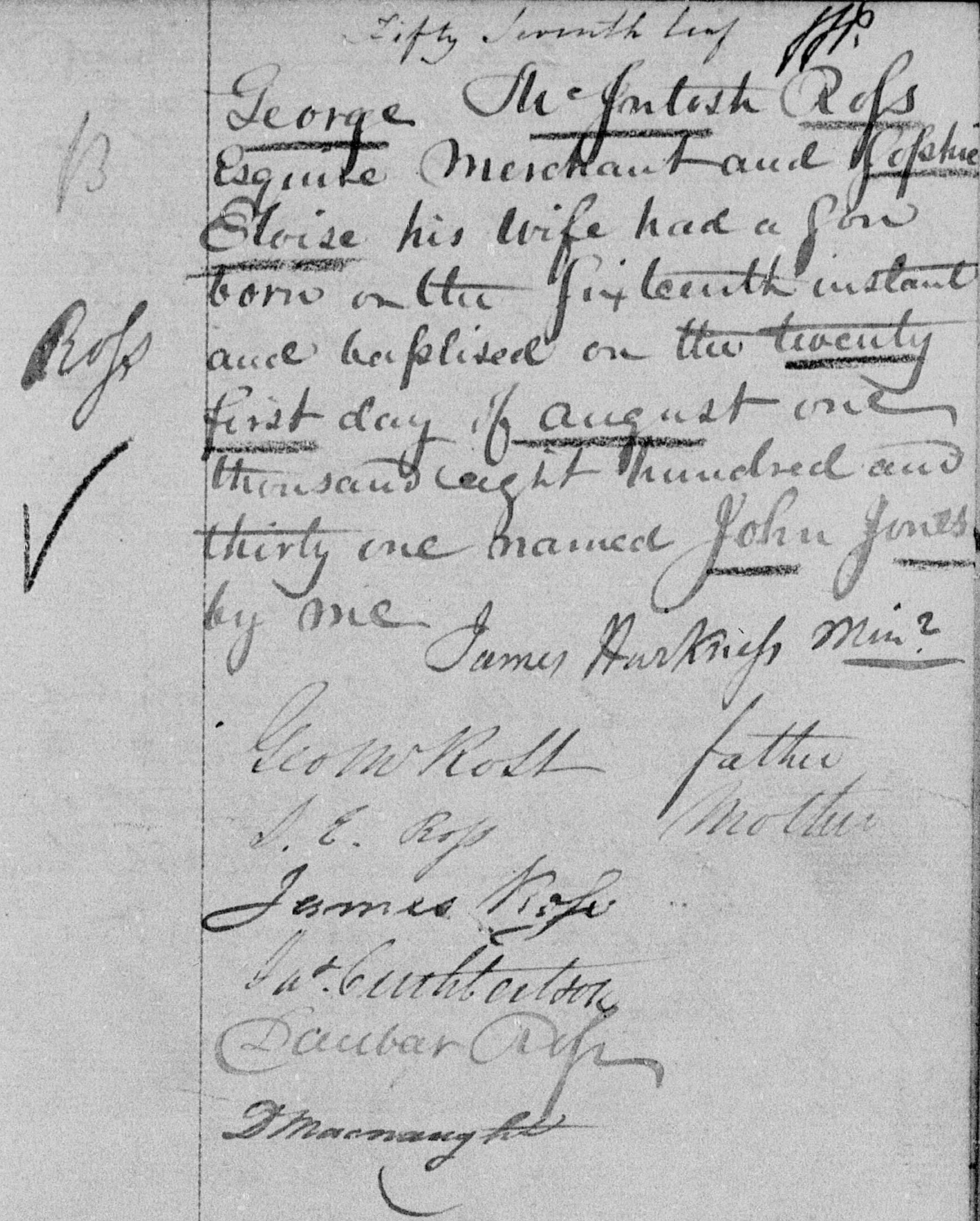
Acte de baptême de John Jones Ross. 1er août 1831. Paroisse St. Andrew's Presbyterian Church of Quebec de la ville de Québec.
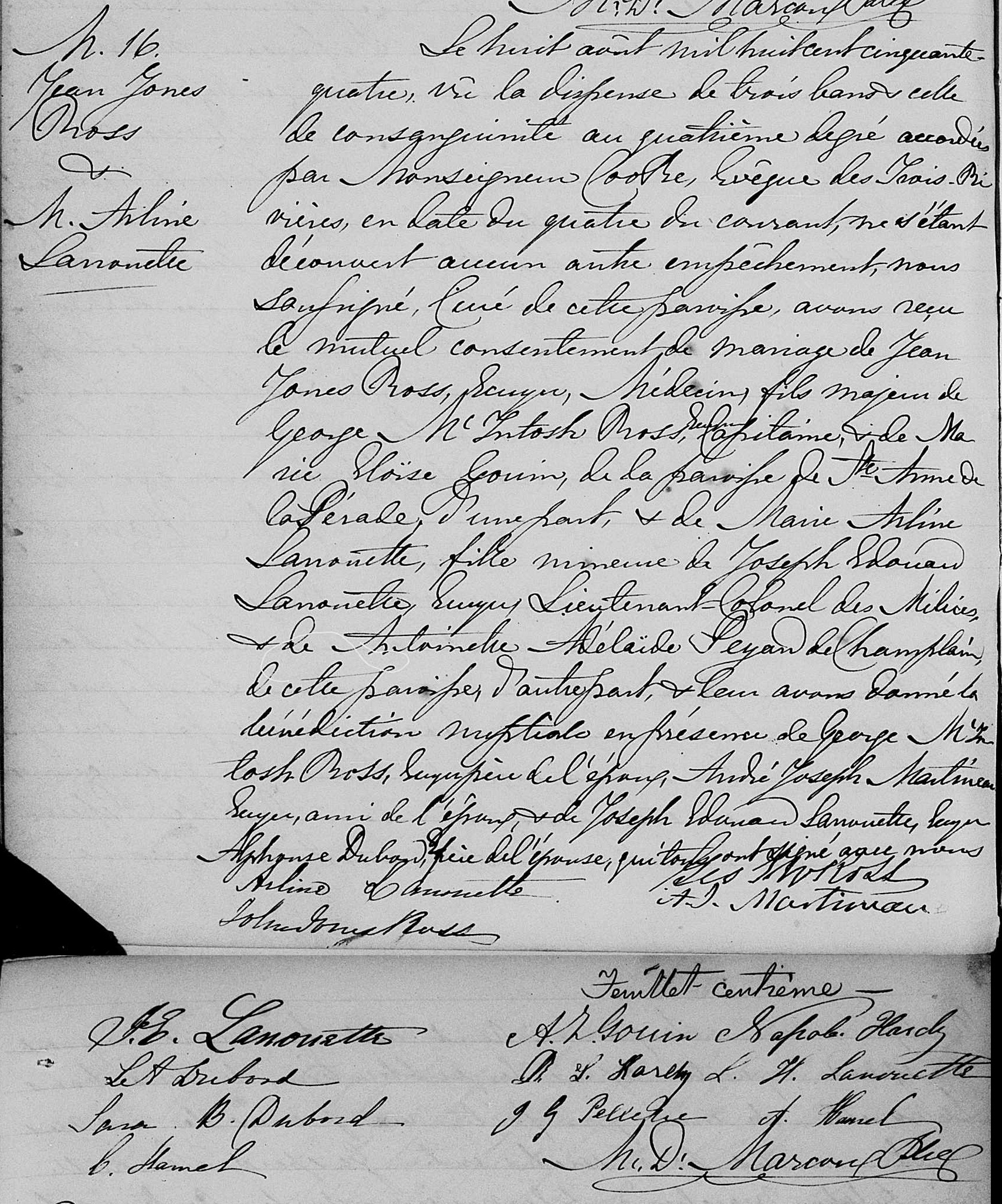
Acte de mariage entre Jean Jones Ross et Marie Arline Lanouette. 8 août 1854. Paroisse Notre-Dame-de-la-Visitation de la ville de Champlain.
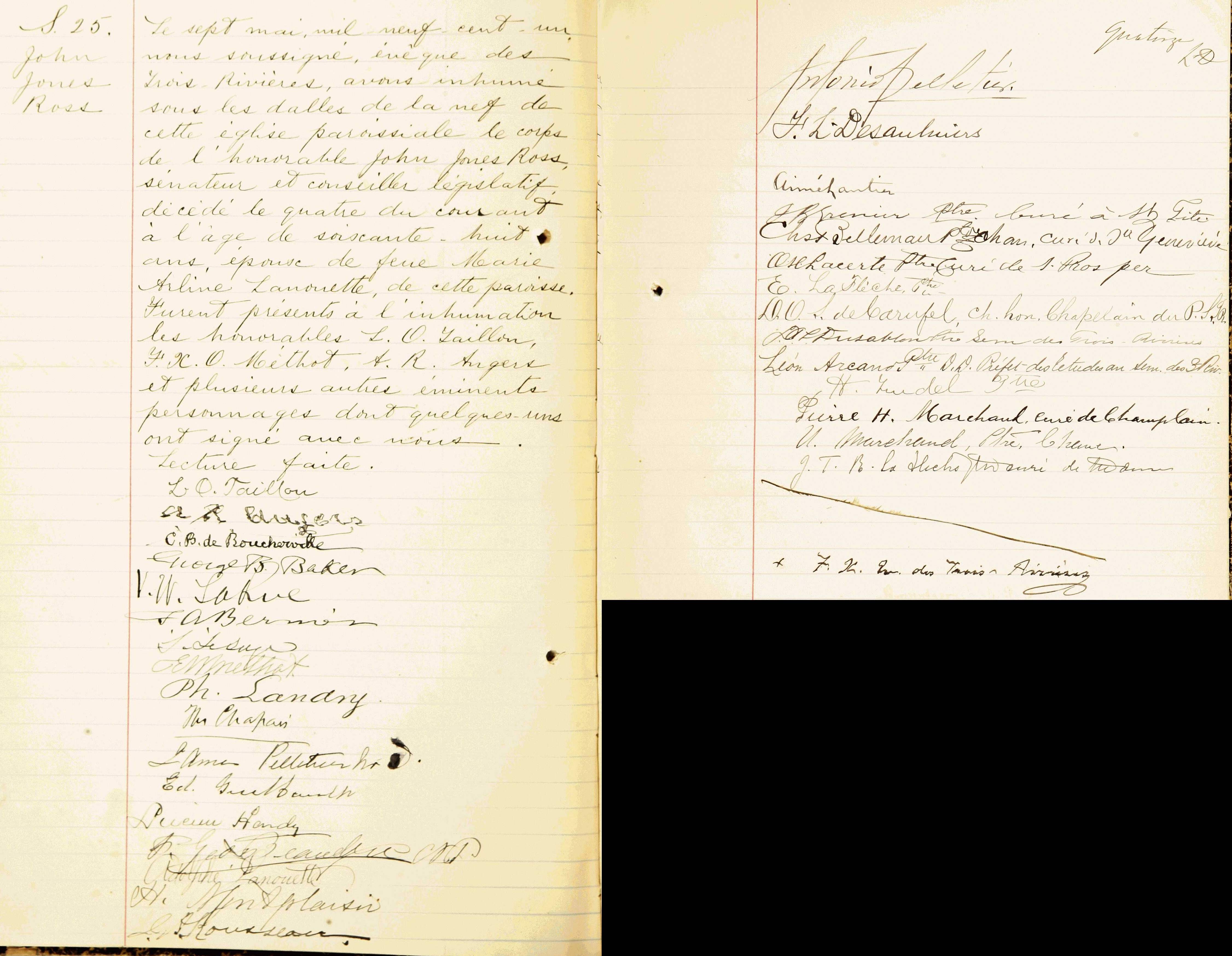
Acte de sépulture de John Jones Ross. 7 mai 1901. Paroisse Sainte-Anne-de-la-Pérade de la ville de Sainte-Anne-de-la-Pérade.

## Résultats électoraux provinciaux

### Résultats électoraux de John Jones Ross
|       | Nom                       | Parti        | Nombre de voix | %     | Maj. |
| ----- | ------------------------- | ------------ | -------------- | ----- | ---- |
|       | John Jones Ross           | Conservateur | 1 168          | 64 %  | 512  |
|       | Télésphore-Eusèbe Normand | Libéral      | 656            | 36 %  | -    |
| Total | Total                     | Total        | 1 824          | 100 % |      |

### Résultats électoraux du Parti conservateur du Québec sous Ross
| Partis | Partis                   | Chef                     | Candidats | Sièges | Sièges | Voix    | Voix   | Voix    |
| Partis | Partis                   | Chef                     | Candidats | 1881   | Élus   | Nb      | %      | +/-     |
| --- | ------------------------ | ------------------------ | --------- | ------ | ------ | ------- | ------ | ------- |
| | Libéral                  | Honoré Mercier           | 49        | 15     | 33     | 58 389  | 39,6 % | +0,61 % |
| | Conservateur             | John Jones Ross          | 59        | 49     | 26     | 68 141  | 46,2 % | -4,19 % |
| | National                 |                          | 10        | -      | 3      | 7 685   | 5,2 %  | -       |
| | Conservateur indépendant | Conservateur indépendant | 10        | 1      | 3      | 7 645   | 5,2 %  | -3,84 % |
| | Ouvrier                  |                          | 3         | -      | -      | 4 813   | 3,3 %  | -       |
| | Libéral indépendant      | Libéral indépendant      | 1         | -      | -      | 851     | 0,6 %  | -1,02 % |
| Total | Total                    | Total                    | 132       | 65     | 65     | 147 524 | 100 %  |         |
| Le taux de participation lors de l'élection était de 67,1 % et 2 611 bulletins ont été rejetés. Il y avait 244 844 personnes inscrites sur la liste électorale pour l'élection, toutefois seules 223 643 personnes avaient plus d'un candidat dans leur district. |                          |                          |           |        |        |         |        |         |